# کریستینا کوکس
کریستینا کوکس (انگلیسی: Christina Cox؛ زادهٔ ۳۱ ژوئیهٔ ۱۹۷۱) یک هنرپیشه اهل کانادا است. وی از سال ۱۹۹۴ میلادی تاکنون مشغول فعالیت بوده است.
از فیلم‌ها یا برنامه‌های تلویزیونی که وی در آن نقش داشته است می‌توان به بهتر از شکلات اشاره کرد.